# Viajar (canción)
«Viajar» es una canción del grupo de rock alternativo chileno Lucybell. Es el tercer sencillo del disco Viajar. Cuenta con un videoclip donde la canción se extiende hasta los 4:31 mins. de duración, mientras que la versión de disco compacto dura 4:06 mins. y acaba mediante un fade out de sonido o 'fundido', es decir, el volumen de la canción va disminuyendo poco a poco hasta desaparecer por completo. En el disco "Grandes Éxitos" del año 2000 se incluye la versión completa, sin fade out, como la pista 4 del disco.
La canción es el tema número 1 del disco Viajar.
«Viajar» fue compuesta por Lucybell y la letra fue escrita por Claudio Valenzuela.